# UCI ProTour
A UCI ProTour a Nemzetközi Kerékpáros-szövetség (UCI) által minden évben kiírt versenysorozat, amely 2005-ben váltotta fel a korábbi világkupát és az egyéni ranglistát. A ProTour folytonos vitákat váltott ki az UCI-nál, ennek következtében 2009-ben létrehozták az UCI-világranglistát. A legrangosabb országúti kerékpáros versenysorozat volt 2010-ig. A rangsorban az UCI Continental Circuits követi, a kerékpársport "másodosztálya".
2011-től a ProTour megszűnt létezni, mint önálló versenykategória, ami hozzájárult az UCI-világranglistához. Minden verseny, ami eddig része volt a ProTour-nak, az új, egyesített kiírásnak, az UCI World Tour-nak a része. A csapatok továbbra is megkapják a ProTour státuszt, azonban ez azzal jár, hogy automatikusan részt kell venniük a World Tour eseményeken. (2010-ig a ProTour csapatoknak, csak a ProTour versenyeken volt kötelező részt venniük, így azonban a korábbi világranglista eseményeken is ott kell lenniük.)

## Licencek
A ProTour licencet maximum 20 csapat kaphatja meg. A csapatnak támogatók kellenek, amelyek finanszírozzák a költségek egy részét. AZ UCI ezzel garantálja, hogy a licencet kapott csapat 4 évig ProTour csapat lehet. A csapatoknak minden évben regisztráltatni kell magukat, amikor is egy ellenőr megvizsgálja a költségvetésüket és a szerződéseket.
2005 után a Fassa Bortolo és Domina Vacanze megszűnt, és a megüresedett helyekre az AG2R Prévoyance és a Team Milram került. A 2006-os szezon után a Phonak főtámogatója visszalépett, így a csapat is megszűnt. Helyére az Unibet.com került. Ekkor került be még a svájci székhelyű, kazah háttértámogatású csapat, az Astana Team is. 2007-ben már meg is szűnt az Unibet.com és a Discovery Channel Pro Cycling Team, így már csak 18-an maradtak a legrangosabb szériában. 2008 végén újabb két csapat tűnt el a süllyesztőben: a Crédit Agricole és a Team Gerolsteiner. Az ő licenceik a Garmin-Slipstream és a Katyusa kerékpárcsapatokhoz kerültek. 2010-ben a Bbox Bouygues Telecom és a Cofidis csapatokat utasították el, így a Team Sky és a Team RadioShack jutott be. 2011-ben 18 csapat kapott licencet.

## Története
Az új rendszerben 20 csapat kaphat versenyzési jogot, a licenceket a UCI általában 4 évre adja meg.
A ProTour sorozat már 2005-ös létrehozásakor sok vitát kavart. Egyrészt a csapatok kritizálták, hiszen a licencekért jelentős összegeket kellett kifizetniük (75 000 euró). Ezt a UCI azzal próbálta kompenzálni, hogy a csapatok automatikusan elindulhattak minden ProTour-versenyen. Ez viszont a szervezők érdekeit sértette, főleg a három nagy körversenyt rendező cégek tiltakoztak. A ProTour sorozat részeként elestek bevételeik egy részétől és korlátozták azt a jogukat, hogy dönthessenek a résztvevőkről. Ezeken a versenyeken hagyományosan meghívott csapatok vesznek részt, az új rendszerben viszont a 22 csapatból mindössze 2 csapatról dönthettek a rendezők. Miután a három legnagyobb szervező cég, a francia ASO, az olasz RCS Sports és a spanyol Unipublic az általuk rendezett összesen 11 versenyt nem tekintette a sorozat részének, vonakodtak a versenyek után a dobogón a ProTour összesítésben vezető kerékpárosnak átadni a fehér trikót. A Vuelta végén egy hevenyészett díjátadás lett a huzavona vége, a 2006-os ProTour-győztes Alejandro Valverde pedig bojkottal fenyegette meg a szezonzáró lombardiai körverseny rendezőit, de végül a "közönség érdekeit szem előtt tartva" mégis elindult.
2007-ben a három cég úgy határozott, hogy a versenyeiken kizárólag meghívásos alapon indulhatnak el a csapatok. Ez a döntés az újonnan szerveződött Astana és a friss licenctulajdonos Unibet.com csapatát sújtotta leginkább, hiszen a legtöbb versenyre nem kaptak meghívást. A UCI természetesen megpróbált fellépni a megkülönböztetés ellen, de szinte semmilyen eredményt nem ért el, ami jelentősen aláásta Pat McQuaid elnök tekintélyét is.
2008-ban a csapatok bejelentették a Tour de France előtt, hogy jövőre nem kérik a licencjogot. Végül azonban minden csapat aláírta a következő évi szerződéseket.
Végül a három nagy körversenyt kihúzták a versenysorozatból. A megegyezés jeleit mutatja az is, hogy 2009-ben megalapították az UCI-világranglistát, ahol a profi kontinentális csapatok is indulhatnak és a nagy körversenyek szervezői is maguk hívják meg a csapatokat.
2011-ben létrehozták az UCI World Tour-t, amiben a korábbi ProTour és világranglista események mellett, a három nagy körverseny is benne van a programban.

## Versenyek
Megjegyzés:
*: ProTour verseny

•: Megrendezték, de nem ProTour verseny

X: Nem rendezték meg, vagy nem profi verseny
| Dátum                                              | Verseny                                         | Ország    | Típus                      | 2005 | 2006 | 2007 | 2008 | 2009 | 2010 |
| -------------------------------------------------- | ----------------------------------------------- | --------- | -------------------------- | ---- | ---- | ---- | ---- | ---- | ---- |
| január közepe-vége                                 | Tour Down Under                                 | AUS       | egy hetes szakaszverseny   | •    | •    | •    | *    | *    | *    |
| március eleje-közepe                               | Párizs-Nizza                                    | FRA       | egy hetes szakaszverseny   | *    | *    | *    | •    | •    | •    |
| március eleje-közepe                               | Tirreno–Adriatico                               | ITA       | egy hetes szakaszverseny   | *    | *    | *    | •    | •    | •    |
| március közepe                                     | Milánó–Sanremo                                  | ITA       | egynapos                   | *    | *    | *    | •    | •    | •    |
| április eleje                                      | Flandriai körverseny                            | BEL       | egynapos                   | *    | *    | *    | *    | *    | *    |
| április eleje                                      | Baszk körverseny                                | ESP       | egy hetes szakaszverseny   | *    | *    | *    | *    | *    | *    |
| március vége-április eleje                         | Gent–Wevelgem                                   | BEL       | egynapos                   | *    | *    | *    | *    | *    | *    |
| április eleje                                      | Párizs–Roubaix                                  | FRA       | egynapos                   | *    | *    | *    | •    | •    | •    |
| április közepe                                     | Amstel Gold Race                                | NED       | egynapos                   | *    | *    | *    | *    | *    | *    |
| április közepe                                     | La Flèche Wallonne                              | BEL       | egynapos                   | *    | *    | *    | •    | •    | •    |
| április közepe-vége                                | Liège–Bastogne–Liège                            | BEL       | egynapos                   | *    | *    | *    | •    | •    | •    |
| május közepe-vége                                  | Tour of California                              | USA       | egy hetes szakaszverseny   | X    | •    | •    | •    | •    | *    |
| április vége-május eleje                           | Tour de Romandie                                | SUI       | egy hetes szakaszverseny   | *    | *    | *    | *    | *    | *    |
| május-június eleje                                 | Giro d’Italia                                   | ITA       | három hetes szakaszverseny | *    | *    | *    | •    | •    | •    |
| május közepe (2005–2009) március vége (2010)       | Katalán körverseny                              | ESP       | egy hetes szakaszverseny   | *    | *    | *    | *    | *    | *    |
| június eleje                                       | Critérium du Dauphiné Libéré                    | FRA       | egy hetes szakaszverseny   | *    | *    | *    | *    | *    | *    |
| június közepe                                      | Tour de Suisse                                  | SUI       | egy hetes szakaszverseny   | *    | *    | *    | *    | *    | *    |
| június közepe                                      | Eindhoveni csapatidőfutam                       | NED       | csapatidőfutam             | *    | *    | *    | X    | X    | X    |
| július                                             | Tour de France                                  | FRA       | három hetes szakaszverseny | *    | *    | *    | •    | •    | •    |
| július vége (2005–06) augusztus-szeptember (2007–) | Vattenfall Cyclassics (HEW Cyclassics 2005-ben) | GER       | egynapos                   | *    | *    | *    | *    | *    | *    |
| augusztus eleje-közepe                             | Deutschland Tour                                | GER       | egy hetes szakaszverseny   | *    | *    | *    | *    | X    | X    |
| augusztus közepe                                   | Clásica San Sebastián                           | ESP       | egynapos                   | *    | *    | *    | *    | *    | *    |
| augusztus közepe-vége (augusztus eleje 2005-ben)   | Eneco Tour                                      | BEL · NED | egy hetes szakaszverseny   | *    | *    | *    | *    | *    | *    |
| augusztus vége                                     | Grand Prix de Ouest-France                      | FRA       | egynapos                   | *    | *    | *    | *    | *    | *    |
| augusztus vége-szeptember                          | Vuelta a España                                 | ESP       | három hetes szakaszverseny | *    | *    | *    | •    | •    | •    |
| szeptember eleje-közepe augusztus eleje 2009 óta   | Tour de Pologne                                 | POL       | egy hetes szakaszverseny   | *    | *    | *    | *    | *    | *    |
| Szeptember eleje-közepe                            | Grand Prix Cycliste de Québec                   | CAN       | egynapos                   | X    | X    | X    | X    | X    | *    |
| szeptember eleje-közepe                            | Grand Prix Cycliste de Montréal                 | CAN       | egynapos                   | X    | X    | X    | X    | X    | *    |
| október eleje                                      | Züri-Metzgete                                   | SUI       | egynapos                   | *    | *    | X    | X    | X    | X    |
| október eleje-közepe                               | Párizs-Tours                                    | FRA       | egynapos                   | *    | *    | *    | •    | •    | •    |
| október közepe                                     | Giro di Lombardia                               | ITA       | egynapos                   | *    | *    | *    | •    | •    | •    |

## Csapatok
2012-ben:
| Kód | Csapatnév                        | Licenc tulajdonos                | Ország | Weboldal                                                                                      | Alkatrész-szállító | Kerékpár-szállító |
| --- | -------------------------------- | -------------------------------- | ------ | --------------------------------------------------------------------------------------------- | ------------------ | ----------------- |
| ALM | AG2R La Mondiale                 | EUSRL France Cyclisme            | FRA    | ag2r-cyclisme.com Archiválva 2007. május 21-i dátummal a Wayback Machine-ben (franciául)      | SRAM               | Kuota             |
| AST | Pro Team Astana                  | Olympus Sarl                     | KAZ    | proteam-astana.com                                                                            | SRAM               | Specialized       |
| BMC | BMC Racing Team                  | Continuum Sports LLC             | USA    | bmcracingteam.com                                                                             | Shimano            | BMC               |
| EUS | Euskaltel–Euskadi                | Fundación Ciclista Euskadi       | ESP    | fundacioneuskadi.com (spanyolul)                                                              | Shimano            | Orbea             |
| FDJ | FDJ–BigMat                       | Société de Gestion de L'Echappée | FRA    | equipecyclistefdj.fr Archiválva 2014. április 17-i dátummal a Wayback Machine-ben (franciául) | Shimano            | Lapierre          |
| GRM | Team Garmin–Cervélo              | Slipstream Sports, LLC           | USA    | slipstreamsports.com Archiválva 2009. január 29-i dátummal a Wayback Machine-ben              | SRAM               | Cervélo           |
| GEC | GreenEDGE Cycling Team           |                                  | AUS    | greenedgecycling.com                                                                          | Shimano            | Scott             |
| LAM | Lampre–ISD                       | Total Cycling Limited            | ITA    | teamlampre.it                                                                                 | Campagnolo         | Wilier            |
| LIQ | Liquigas–Cannondale              | Liquigas Sport Spa               | ITA    | teamliquigas.it (olaszul)                                                                     | SRAM               | Cannondale        |
| LTB | Lotto–Belisol Team               | Belgian Cycling Company sa       | BEL    | lottobelisol.be                                                                               | Campagnolo         | Ridley            |
| MOV | Movistar Team                    | Abarca Sports S.L.               | ESP    | movistarteam.com                                                                              | Campagnolo         | Pinarello         |
| OPQ | Omega Pharma–Quickstep           | -                                | BEL    | omegapharma-quickstep.com                                                                     | SRAM               | Specialized       |
| RAB | Rabobank Cycling Team            | Rabo Wielerploegen               | NLD    | rabosport.nl/wielrennen (hollandul)                                                           | Shimano            | Giant             |
| KAT | Katyusa Team                     | Katusha Management SA            | RUS    | katushateam.com Archiválva 2009. február 20-i dátummal a Wayback Machine-ben                  | Shimano            | Canyon            |
| RNT | RadioShack–Nissan–Trek           |                                  | LUX    | radioshacknissantrek.com Archiválva 2012. április 6-i dátummal a Wayback Machine-ben          | Shimano            | Trek              |
| SAX | Team Saxo Bank                   | Riis Cycling A/S                 | DEN    | team-saxobank.com                                                                             | SRAM               | Specialized       |
| SKY | Sky Procycling                   | Tour Racing Limited              | GBR    | teamsky.com                                                                                   | Shimano            | Pinarello         |
| VCD | Vacansoleil–DCM Pro Cycling Team |                                  | NED    | vacansoleilprocyclingteam.com (hollandul)                                                     | Shimano            | Bianchi           |

## Eredmények
| Év   | Egyéni                                                    | Csapat           | Ország        |
| ---- | --------------------------------------------------------- | ---------------- | ------------- |
| 2005 | Danilo Di Luca (ITA) · Liquigas-Bianchi                   | Team CSC         | Olaszország   |
| 2006 | Alejandro Valverde (ESP) · Caisse d'Epargne-Illes Balears | Team CSC         | Spanyolország |
| 2007 | Cadel Evans (AUS) · Predictor-Lotto                       | Team CSC         | Spanyolország |
| 2008 | Alejandro Valverde (ESP) · Caisse d’Epargne               | Caisse d’Epargne | Spanyolország |
| 2009 | Alberto Contador (ESP) · Astana                           | Astana           | Spanyolország |